# Hydropsyche buenafei
Hydropsyche buenafei är en nattsländeart som beskrevs av Wolfram Mey 1998. Hydropsyche buenafei ingår i släktet Hydropsyche och familjen ryssjenattsländor. Inga underarter finns listade i Catalogue of Life.